# Palazzo Caotorta
Palazzo Caotorta è un edificio del centro storico di Treviso, assieme a Palazzo Bomben sede della Fondazione Benetton Studi Ricerche.

## Storia
Bartolomeo Burchiellati cita nella propria cronaca l'edificio «statio antico et nobile illustremente», abitato dai canonici della Cattedrale fino al XVI secolo.
Agli inizi del Cinquecento, i fratelli Scotto, acquistati vari edifici preesistenti, edificarono un grande palazzo mantenendo parte delle murature antiche e coprendo alcuni spazi aperti che si affacciavano sul canale Roggia. Nel 1718 l'edificio risulta di proprietà di messer Cristoforo Como.
Acquistato verso la fine del secolo da Girolamo Caotorta, già proprietario di due ville a Spercenigo e Ponzano, il palazzo è sottoposto a radicale ristrutturazione.
Altri lavori interessarono, tra il 1860 e il 1870, il piccolo edificio adiacente, ridotto di dimensioni per aprire un giardino sulla riva del canale. Nello stesso periodo il corpo centrale fu diviso in vari appartamenti: i Caotorta continuarono ad occupare solo il piano nobile.
Il 7 aprile 1944, l'edificio fu definitivamente abbandonato a causa dei gravi danni provocati dal bombardamento anglo-americano: il mancato tempestivo intervento di salvaguardia provocò ulteriori crolli.
Il rudere, acquisito negli anni 1990 dalla Fondazione Benetton, fu finalmente restaurato seguendo il progetto dell'architetto Tobia Scarpa (1999, 2002-2003).
Il palazzo è oggi sede della Biblioteca/Centro documentazione della Fondazione ed ospita iniziative pubbliche di carattere scientifico e divulgativo.

## Descrizione
Il complesso, situato tra il canale della Roggia, uno dei cinque rami del Cagnan, e via Cornarotta, è costituito da più edifici. Al corpo centrale si affiancano, a destra e a sinistra, due costruzioni più basse mentre un quarto edificio sorge sulle rive della Roggia.

### Esterno
Il giardino, ridisegnato da Domenico Luciani assieme a Ippolito Pizzetti e Luigi Latini, è oggi unito a quello di palazzo Bomben. Una passerella collega i due lati del canale.

### Interno
Si sono conservati gli affreschi della stanza sud-ovest, opera di Giambattista Canal (1806 circa), e la decorazione della saletta a sud-est del piano nobile (1860-1870).